# Maison du Plessis de Richelieu
Pour les articles homonymes, voir Familles du Plessis.
La maison du Plessis de Richelieu est une famille éteinte de la noblesse française originaire du Poitou, qui s'est distinguée par les fonctions ecclésiastiques, politiques et militaires occupées par ses membres.
Elle a été illustrée par Armand Jean du Plessis de Richelieu, plus connu sous le nom de cardinal de Richelieu (1585-1642), principal ministre de Louis XIII, le premier à porter le titre de duc de Richelieu.
La maison du Plessis de Richelieu s'est éteinte en 1653 en ligne masculine.

## Histoire
La famille du Plessis vient de la paroisse de Néons en Poitou.
Un Guillaume du Plessis ainsi que d'autres membres de la famille devinrent vassal du roi de France ou passèrent sous sa domination après que Philippe-Auguste prit le Poitou aux Anglais.
La branche de Richelieu est une branche cadette de la famille du Plessis issue de Guillaume III du Plessis, et commençant avec son fils cadet Sauvage du Plessis, sgr. de la Vervolière et de la Valinière, marié à Isabeau Le Groin (de La Motte au Groin).
Le nom de Richelieu vient d'une terre aux confins de la Touraine, de l'Anjou-Loudunais et du Poitou, héritée par François Ier du Plessis (fils de Perrine de Clérembault et de Geoffroi du Plessis, et petit-fils de Sauvage et d'Isabeau Le Groin) de son oncle maternel Louis de Clérembault.
- François Ier du Plessis de Richelieu (x Renée Eveillechien de Saumoussay, fille de Jacques Eveillechien et de Marie Sanglier, laquelle, après Jacques, épousa sans postérité Louis de Clérembault de Richelieu ci-dessus) est le trisaïeul du cardinal de Richelieu : 
  - père de François II (x Anne Le Roy du Chillou), 
    - père de Louis (x Françoise de Rochechouart-Faudoas), 
      - père de François III ou IV (x Suzanne de La Porte, tante de Charles) : père du cardinal[1],[2],[3],[4].

La famille du Plessis de Richelieu s'affirma dans le temps en occupant des charges civiles, militaires ou ecclésiastiques et en s'illustrant avec de grandes et belles alliances avec des familles de haute noblesse.
Cette branche de Richelieu, illustrée par Armand Jean du Plessis de Richelieu, s'est éteinte en 1653 en son frère Alphonse.

## Personnalités
- Jacques du Plessis de Richelieu (-1592), évêque de Luçon, fils de François II, et petit-fils de François Ier ;
- François (III ou IV) du Plessis de Richelieu, grand prévôt de France (1548-1590), neveu du précédent ;
- Henri du Plessis de Richelieu, fils aîné du précédent, marquis de Richelieu (1579-1619) ;
- Alphonse-Louis du Plessis de Richelieu, frère puîné du précédent, lui-même cardinal, (1582-1653), évêque de Luçon en 1605 (renonce), puis archevêque de Lyon de 1628 à 1653.
- Armand Jean du Plessis de Richelieu, frère cadet des précédents, évêque de Luçon, cardinal-duc de Richelieu, principal ministre d'État de Louis XIII (1585-1642).

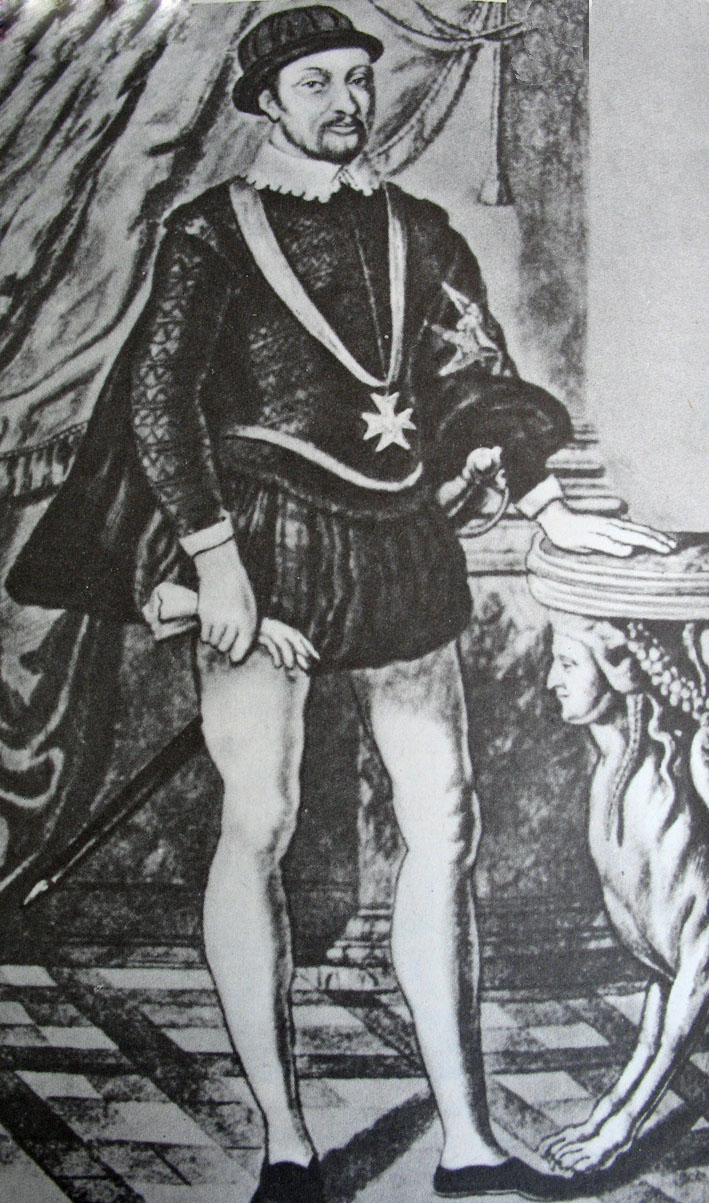
François IV de Richelieu
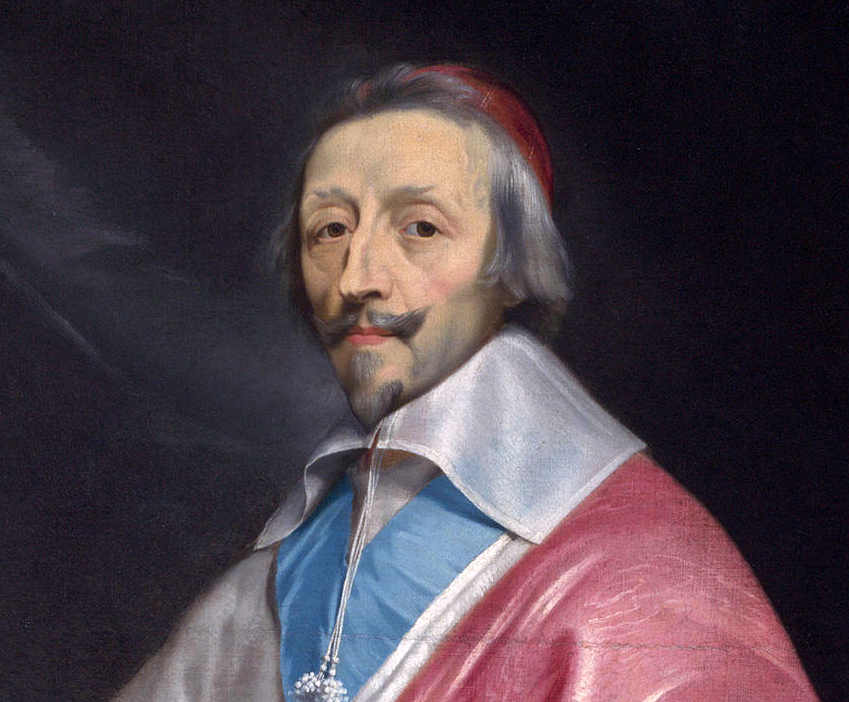
Le cardinal Armand Jean de Richelieu
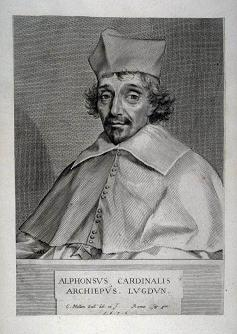
Alphonse Louis de Richelieu

## Titres et armes

### Titres
- Duc de Richelieu (lettres patentes du 16 novembre 1629)
- Duc de Fronsac (lettres patentes de 1634)
- Marquis de Richelieu et de Chillou (courtoisie)
- Seigneur d'Auteville, de Beçay, de Busserolles, de Chillou, de La Buzelière, de La Chaise, de La Grange-Rouge, de La Perrine, de La Vervolière, de Liancourt, d'Orgère, d'Ouschamps, de Perrigny, du Plessis, du Plessix-les-Breux, de Portejeu, de Richelieu, de Savonnières

### Armoiries
« D'argent à trois chevrons de gueules. »

## Généalogie

### Généalogie de la famille du Plessis de Richelieu
- Guillaume II du Plessis X Jeanne de Lisle
  - Pierre du Plessis, sgr du Plessis (?-1331) X ?
    - Guillaume III du Plessis, sgr du Plessis et de La Vervolière (?-1373) X Charlotte de La Celle-Daon
      - Sauvage du Plessis X Isabeau Le Groing (?-1401)
        - Geoffroy du Plessis, sgr du Plessix-les-Breux X Perine de Clerembaut
          - Perrette du Plessis X (1485) Charles Pierres, sgr de Launay-Jumiers
          - François Ier du Plessis de Richelieu, sgr de Richelieu X (1456) Renée Éveillechien
            - François II du Plessis de Richelieu, sgr de Richelieu (?-1514) X Guyonne de Laval (?-1494)
              - Jeanne du Plessis de Richelieu X Mathieu du Theil
              - Aimée du Plessis de Richelieu X (1507) Hélion de Barbançois, sgr de Sarzay

            - François II du Plessis de Richelieu, sgr de Richelieu (?-1514) X (1506) Anne Le Roy du Chillou
              - Louis du Plessis de Richelieu, sgr de Richelieu (?-1551) X (1542) Françoise de Rochechouart-Faudoas (?-1580)
                - François IV (ou III) du Plessis de Richelieu, sgr de Richelieu (1548-1590) X Suzanne de La Porte (1551-?) (tante de Charles de La Porte)
                  - Henri du Plessis de Richelieu, marquis de Richelieu (1578-1619) X (1610) Marguerite Guyot de Charmeaux (?-1618)
                  - Alphonse-Louis du Plessis de Richelieu, cardinal-archevêque de Lyon (1582-1653)
                  - Isabelle du Plessis de Richelieu (1582-1648) X Louis-Nicolas Pidoux, sgr de la Maduère (1588-1640)
                  - Armand Jean du Plessis de Richelieu, cardinal-duc de Richelieu et duc de Fronsac (1585-1642)
                  - Françoise du Plessis de Richelieu (1586-1615) X Jean-Baptiste de Beauvau puis mariée à René de Vignerot de Pontcourlay, sgr du Pont-Courlay (1561-1624) en 1603
                  - Nicole du Plessis de Richelieu (1587-1635) X (1618) Urbain de Maillé-Brézé, marquis de Brézé (1598-1650)

                - Louise du Plessis de Richelieu X (1565) François du Cambout, sgr du Cambout (1542-1625)

              - René du Plessis de Richelieu, abbé de Nieul, aumônier d'Henri II
              - François (III) du Plessis de Richelieu, sgr de Beaulieu (en Anjou ? ; aux Trois-Moutiers ?), tué en 1553 au siège de Thérouanne X (1542) Françoise de Tryon (?-1564)
                - Françoise (Jacquette) du Plessis de Richelieu X (1570) François d'Aloigny, sgr d'Aloigny et de La Groye

              - autre François du Plessis de Richelieu Pilon, tué au siège du Havre vers 1562/1563 dans les troupes royales
              - Antoine du Plessis de Richelieu le Moine, capitaine dans les armées royales, gouverneur de Tours en 1562tué en janvier 1576 dans une rixe à Paris
              - Anne du Plessis de Richelieu X (1545) Gabriel de Mauvoisin
              - (Marie du Plessis de Richelieu X Jacques Ysoré, sgr de Boisgarnault) ?
              - Françoise du Plessis de Richelieu X (1539) Georges l'Enfant de La Patrière
              - Jacques du Plessis de Richelieu, aumônier d'Henri II, abbé de la Chapelle aux Planches et de Nieul évêque de Luçon (?-1592)

      - Jeanne du Plessis X (1361) Guillaume de Magnac
      - Pierre du Plessis, sgr du Plessis, des Breux etc. X Radegonde Vigier
        - Marguerite du Plessis X Guyot de La Lande, sgr de Busserolles
        - Jean du Plessis (?-1446) X (1404) Catherine Frétard
          - François Ier du Plessis X Marie de La Tousche
            - Sauvage du Plessis X Françoise l'Évêque
              - François II du Plessis (?-1512) X Madeleine de Champropin
                - Antoinette du Plessis X Guillaume de Chergé
                - François III du Plessis (?-1545) X Françoise de Chergé
                  - François IV du Plessis, sgr de Breux X Jeanne d'Aloigny de Rochefort

        - Hélène du Plessis X Pierre IV de La Lande

## Alliances
Cette famille s'est alliée aux familles : de Magnac (1361), Frétard (1404), Éveillechien (1456), Pierres (1485), du Cambout (1505), Le Roy de Chavigny (1506), de Barbançois (1507), de Rochechouart (1542), de Tryon (1542), de Mauvoisin (1545), d'Aloigny (1570), de Vignerot de Pontcourlay (1603), Guyot de Charmeaux (1610), de Maillé-Brézé (1618), de Beauvau, de Champropin, de Chergé, de Clerembaut, de Lisle, de La Celle-Daon, de La Lande, de Laval, de La Porte, de La Tousche, Le Groing, l'Enfant de La Patrière, l'Évêque, Pidoux, du Theil, Vigier, Ysoré